# Ali Ryerson
Ali Ryerson (New York, 21 oktober 1952) is een Amerikaanse jazzfluitiste.

## Biografie
Ryerson is de dochter van de gitarist Art Ryerson, die als studiomuzikant werkte met o.a. Charlie Parker. Door de jamsessies van haar vader kwam ze al vroeg in contact met muzikanten als Milt Hinton, Barry Galbraith en Lou Stein. Op 8-jarige leeftijd begon ze fluit te spelen en trad ze als jeugdige op in de jazzrockband van haar broers Art, Rich en John. Ze volgde een klassieke muziekopleiding aan het Hartt College van de University of Hartford, waar ze zich ook bezighield met jazz en in 1979 de bachelor verwierf. Tijdens het verloop van haar carrière speelde ze zowel jazz als ook klassieke muziek, waaronder met het Monterey Bay Symphony en Luciano Pavarotti. In 1980 verhuisde ze naar Montreal en trad ze in een duo op in hotels. Ze bracht drie jaar door in België als freelance-muzikante, waar ze speelde met muzikanten als Steve Houben en Charles Loos, met wie twee albums ontstonden. 
Na haar terugkeer naar New York werkte ze als studiomuzikante en doceerde ze in workshops. Daarnaast bracht ze onder haar eigen naam meerdere albums uit voor Rob Thieles label Red Baron en voor Concord Records, waaraan muzikanten als Kenny Barron, Harold Danko, Santi Debriano, Roy Haynes en Red Rodney meewerkten. In 1996 ontstond in een trio met de gitarist Joe Beck en de percussionist Steve Davis het dmp-album Alto. Bovendien werkte ze o.a. met Stéphane Grappelli, Maxine Sullivan, Art Farmer, Lou Donaldson en Billy Taylor. In 2013 presenteerde ze haar Jazz Flute Big Band met 16 fluiten met verschillende toonhoogten en ritmesectie (en de gastsolisten Hubert Laws, Néstor Torres en Holly Hofmann).

## Discografie
- 1988: Charles Loos/Ali Ryerson: (European Music Distr.)
- 1989: Vagabondages (Igloo Records) met Charles Loos en Steve Houben
- 1991: No wall, No War (B Sharp) – A Jazz Ballet with Charles Loos and John Ruocco
- 1991: Blue Flute (Red Baron)
- 1992: I'll Be Back (Red Baron)
- 1994: Portraits in Silver (Concord Records)
- 1997: In Her Own sweet Way (Concord Records) met Harold Danko
- 2003: Broadway – Westside Story (Stanza)
- 2005: Soul Quest (Stanza) met Steve Rudolph, Steve Varner
- 2013: Ali Ryerson Jazz Flute Big Band: Game Changer (Capri Records)
- 2014: Best of both worlds. Marc Matthys European Quartet with Ali Ryerson and Peter Verhoyen

- Bibsys: 7070297
- Bibliothèque nationale de France: cb13952009r (data)
- Gemeinsame Normdatei: 13477941X
- International Standard Name Identifier: 0000 0000 5516 7570
- Library of Congress Control Number: no93019877
- MusicBrainz: c45ab3b6-e042-4dc5-9537-2b98650d5f35
- Virtual International Authority File: 477149294372180522297
- WorldCat: E39PBJxrYwxCKHpBxFfKmdcpT3